# Синие ночи
«Синие ночи» — российский телевизионный многосерийный фильм 2008 года. За основу фильма взята деятельность «Пионерской организации Советского Союза» в летнем пионерском лагере. Премьера состоялась в 2008 году.

## Сюжет
Предолимпийский 1979-й год. Спортсмен Владимир Добрынин получил условный срок за избиение сына «большой шишки», за что был исключён из Олимпийской сборной СССР по биатлону, но мечтает вернуться в спорт. По совету тренера он начинает своё возвращение в большой спорт с получения положительной характеристики, для чего с помощью того же тренера устраивается физруком в пионерский лагерь «Конструктор» имени Павлика Морозова.
До лагеря Добрынин добирается автобусом, в котором едет работать вожатой в тот же лагерь девушка Наташа.
По дороге Владимир вступается за Наташу, на которую нападают гопники из соседней деревни. Наташа выглядит холодной и неприступной, крайне скупой на благодарность своему защитнику. В лагере её встречает старший пионервожатый Гена, её парень, с которым она окончательно разрывает отношения. Гена считает виновным во всём Добрынина, а о беременности и аборте своей бывшей девушки узнаёт много позже. А пока добрый, искренний, справедливый и, ко всему прочему, физически сильный Владимир не даёт покоя не только вожатому Геннадию, но и заведующему столовой Трофиму Кузмичу, жестоко избивающего своего сына, и его собутыльнику, музруку Аристарху, который крайне недоволен, что старший воспитатель Антонина Ермакова изменяет ему с женатым секретарём райкома, куратором лагеря Павлом Скворцовым. Владимиру предстоит пережить провокации со стороны старшего пионервожатого, заведующего столовой и музыкального руководителя, что затруднит ему достижение главной цели — получить удовлетворительную характеристику. А ещё он найдёт здесь свою любовь — вожатую Наташу.

## В ролях
- Никита Зверев — Владимир Петрович Добрынин, физрук
- Анна Казючиц — Наталья Астахова, вожатая 5-го отряда
- Мария Звонарёва — Антонина Сергеевна Ермакова, старший воспитатель
- Лев Дуров — Марк Ефимович, начальник лагеря «Конструктор»
- Пётр Кислов — Геннадий Трофимов, старший пионервожатый
- Владимир Стержаков — Трофим Кузьмич Зудько, заведующий столовой
- Александр Самойленко — Аристарх Владимирович, музыкальный руководитель
- Ольга Фадеева — Вика, медсестра
- Игорь Бочкин — Павел Константинович Скворцов, 2-й секретарь райкома партии
- Анна Легчилова — Ольга Дмитриевна Скворцова, жена Павла Константиновича
- Сергей Мухин — Эрнест Павлович Скворцов, сын Павла Константиновича
- Андрей Фролов — Роман, пионервожатый 1-го отряда
- Алина Булынко — Ксюша Рябинина, девочка из 5-го отряда
- Александр Макогон — Артём Андреевич Большаков, сотрудник ОБХСС
- Сергей Лактюнькин — Андрей Ермаков, сын старшей воспитательницы
- Валерия Сизова — Катя, вожатая
- Александр Базоев — Иван Иванович, проверяющий
- Михаил Лукашов — Лёшка
- Ирина Ефремова — Жанна, вожатая
- Павел Лысёнок — Гоша Быркин, мальчик из 5-го отряда
- Кирилл Продолятченко — Петя Зудько, мальчик из 5-го отряда, сын Трофима Кузьмича
- Владимир Горюшин — Анисим, сторож
- Павел Кассинский — Васька, гопник
- Александр Голубков — Мишка, гопник
- Марина Правкина — Марина, пионерка
- Екатерина Шпица — Оля, пионерка
- Ольга Сташкевич — Нина
- Роман Гречишкин — Владик, пионер
- Елизавета Мартиросян — Ирина, бывшая девушка Владимира Добрынина
- Олег Масленников-Войтов — Степан, участковый
- Давид Ткебучава — Гриша, жокей
- Игорь Фурманюк — лжекосмонавт Андриян Николаев
- Виктор Фалалеев — тренер
- Галина Стаханова — баба Варя
- Дмитрий Терехов — вожатый
- Анна Фроловцева — врач

## Съёмочная группа
- Автор сценария: Вадим Шмелёв, Рауф Кубаев
- Режиссёр: Давид Ткебучава
- Оператор: Рияз Исхаков
- Композитор: Дмитрий Даньков
- Художник: Валерий Горьков
- Продюсеры: Александр Черняев, Дмитрий Даньков, Михаил Давыдов
- Художник по костюмам: Алла Киреева

## Факты
- Название сериала — фрагмент первой строки пионерской песни «Взвейтесь кострами, синие ночи».
- Съемки проходили в заброшенном пионерском лагере «Дружба» у посёлка Зубово под Клином.[1]
- Название пионерского лагеря «Конструктор» взято с реально существовавшего в Узбекской ССР пионерского лагеря, в котором один из сценаристов фильма Рауф Кубаев работал в молодости вожатым, начальника того лагеря действительно звали Марк Ефимович.
- Сериал был показан на «Первом канале» в ноябре 2008 года[2], шёл после программы «Время», повторно показан весной 2011 года.[3] Премьерный показ сопровождался высокими рейтинговыми показателями (рейтинг 9 %, доля 24,2 %[4]).
- Играющие роли мужа и жены Анна Легчилова и Игорь Бочкин — реальные супруги.[3]
- В фильме звучит более 15 песен того времени, в том числе гимн «Советского союза», песни «Машины времени».[5]